# Llista de monuments de Llubí
Llista de monuments de Llubí catalogats pel consell insular de Mallorca com a Béns d'Interès Cultural en la categoria de monuments pel seu interès històric, artístic, arquitectònic, arqueològic, històric-industrial, etnològic, social, científic o tècnic.
| Monument                                           | Tipus                | Localització                                                     | Coordenades                                          | Codi?         | Imatge |
| -------------------------------------------------- | -------------------- | ---------------------------------------------------------------- | ---------------------------------------------------- | ------------- | --- |
| Creu de Son Jordà, o Creu des Molí de Son Rafal    | Creus de terme       | Llubí Plaça des Molí de Son Rafal                                | 39° 41′ 52″ N, 3° 00′ 07″ E / 39.697866°N,3.001885°E | RI-51-0010301 | Carregueu una nova foto d'aquest monument                                                                                         |
| Creu de Son Ramis                                  | Creus de terme       | Llubí Barri de Son Ramis, sobre el turó de llevant del poble.    | 39° 41′ 59″ N, 3° 00′ 36″ E / 39.699597°N,3.010023°E | RI-51-0010302 | Carregueu una nova foto d'aquest monument                                                                                         |
| Creu de Son Setrí                                  | Creus de terme       | Llubí Cruïlla dels camins vells de Muro a Llubí i d'Artà a Búger | 39° 42′ 52″ N, 3° 01′ 32″ E / 39.714510°N,3.025593°E | RI-51-0010303 | Carregueu una nova foto d'aquest monument                                                                                         |
| Creu del carrer de sa Creu                         | Creus de terme       | Llubí Carrer de sa Creu, entre les cases 91 i 93.                | 39° 42′ 13″ N, 3° 00′ 26″ E / 39.703596°N,3.0071°E   | RI-51-0010304 | Carregueu una nova foto d'aquest monument                                                                                         |
| Restes prehistòriques de Binifalet                 | Monument arqueològic | Llubí                                                            | 39° 42′ 42″ N, 3° 01′ 47″ E / 39.711646°N,3.029586°E | RI-51-0002147 | Carregueu una nova foto d'aquest monument                                                                                         |
| Talaiot des Caülls                                 | Monument arqueològic | Llubí                                                            | 39° 43′ 12″ N, 2° 59′ 46″ E / 39.719939°N,2.996220°E | RI-51-0002148 | Carregueu una nova foto d'aquest monument                                                                                         |
| Restes prehistòriques de sa Cleda / Can Caseta     | Monument arqueològic | Llubí                                                            | 39° 41′ 09″ N, 3° 01′ 20″ E / 39.685942°N,3.022236°E | RI-51-0002149 | Carregueu una nova foto d'aquest monument                                                                                         |
| Cova de sa Cleda / Sa Pleta                        | Monument arqueològic | Llubí                                                            | 39° 40′ 58″ N, 3° 01′ 33″ E / 39.682788°N,3.025733°E | RI-51-0002150 | Carregueu una nova foto d'aquest monument                                                                                         |
| Cova de ses Coves                                  | Monument arqueològic | Llubí                                                            | 39° 42′ 38″ N, 3° 00′ 30″ E / 39.710659°N,3.008236°E | RI-51-0002151 | Carregueu una nova foto d'aquest monument                                                                                         |
| Conjunt prehistòric des Racons / Son Roig          | Monument arqueològic | Llubí                                                            | 39° 41′ 28″ N, 3° 00′ 23″ E / 39.691098°N,3.006484°E | RI-51-0002152 | Conjunt prehistòric des Racons / Son Roig (Llubí) · Vegeu més fotos d'aquest monument · Carregueu una nova foto d'aquest monument |
| Talaiot de sa Serra de Muro / Can Carreres         | Monument arqueològic | Llubí                                                            | 39° 40′ 51″ N, 3° 02′ 16″ E / 39.680739°N,3.037852°E | RI-51-0002153 | Carregueu una nova foto d'aquest monument                                                                                         |
| Talaiot de Son Bessó                               | Monument arqueològic | Llubí                                                            | 39° 40′ 53″ N, 3° 01′ 10″ E / 39.681374°N,3.019311°E | RI-51-0002154 | Carregueu una nova foto d'aquest monument                                                                                         |
| Talaiot de Son Burguet / Can Tòfol                 | Monument arqueològic | Llubí                                                            | 39° 41′ 26″ N, 3° 01′ 49″ E / 39.690445°N,3.030401°E | RI-51-0002155 | Carregueu una nova foto d'aquest monument                                                                                         |
| Restes prehistòriques de Son Burguet / Can Corbera | Monument arqueològic | Llubí                                                            | 39° 41′ 29″ N, 3° 02′ 00″ E / 39.691345°N,3.033317°E | RI-51-0002156 | Carregueu una nova foto d'aquest monument                                                                                         |
| Cova de Son Burguet / Sa Cova                      | Monument arqueològic | Llubí                                                            |                                                      | RI-51-0002157 | Carregueu una nova foto d'aquest monument                                                                                         |
| Cova de Son Fiol                                   | Monument arqueològic | Llubí                                                            | 39° 40′ 53″ N, 3° 02′ 41″ E / 39.681367°N,3.044849°E | RI-51-0002158 | Carregueu una nova foto d'aquest monument                                                                                         |
| Cova de Son Marget                                 | Monument arqueològic | Llubí                                                            | 39° 41′ 38″ N, 2° 59′ 28″ E / 39.693981°N,2.990984°E | RI-51-0002159 | Carregueu una nova foto d'aquest monument                                                                                         |
| Restes prehistòriques de Son Perot Alomar          | Monument arqueològic | Llubí                                                            | 39° 40′ 55″ N, 3° 02′ 10″ E / 39.681992°N,3.035998°E | RI-51-0002160 | Carregueu una nova foto d'aquest monument                                                                                         |
| Restes prehistòriques de Son Perotet de s'Estany   | Monument arqueològic | Llubí                                                            | 39° 41′ 19″ N, 3° 01′ 52″ E / 39.688503°N,3.031186°E | RI-51-0002161 | Carregueu una nova foto d'aquest monument                                                                                         |
| Restes prehistòriques de Son Prim / Sa Pleta       | Monument arqueològic | Llubí                                                            | 39° 40′ 33″ N, 3° 01′ 57″ E / 39.675965°N,3.032497°E | RI-51-0002162 | Carregueu una nova foto d'aquest monument                                                                                         |
| Cova de Son Rossinyol / Ses Coves de s'Aigua       | Monument arqueològic | Llubí                                                            | 39° 40′ 25″ N, 3° 00′ 55″ E / 39.673707°N,3.015228°E | RI-51-0002163 | Carregueu una nova foto d'aquest monument                                                                                         |
| Cova de Son Rossinyol / S'Hort                     | Monument arqueològic | Llubí                                                            | 39° 40′ 33″ N, 3° 00′ 58″ E / 39.675959°N,3.016173°E | RI-51-0002164 | Carregueu una nova foto d'aquest monument                                                                                         |
| Restes prehistòriques de Son Terrassa              | Monument arqueològic | Llubí                                                            |                                                      | RI-51-0002165 | Carregueu una nova foto d'aquest monument                                                                                         |
| Restes prehistòriques de Son Tovell                | Monument arqueològic | Llubí                                                            | 39° 42′ 06″ N, 3° 03′ 39″ E / 39.701804°N,3.060971°E | RI-51-0002166 | Carregueu una nova foto d'aquest monument                                                                                         |
| Restes prehistòriques de sa Verdereta              | Monument arqueològic | Llubí                                                            | 39° 42′ 20″ N, 3° 02′ 25″ E / 39.705426°N,3.040210°E | RI-51-0002167 | Carregueu una nova foto d'aquest monument                                                                                         |
| Talaiot de Vinagrella / Es Forn de Calç            | Monument arqueològic | Llubí                                                            | 39° 42′ 50″ N, 3° 00′ 35″ E / 39.713803°N,3.009765°E | RI-51-0002168 | Carregueu una nova foto d'aquest monument                                                                                         |
| Cova de Vinagrella / Cova des Cabrits              | Monument arqueològic | Llubí                                                            | 39° 42′ 51″ N, 3° 01′ 01″ E / 39.714172°N,3.016882°E | RI-51-0002169 | Carregueu una nova foto d'aquest monument                                                                                         |